# 崔承祐
崔 承祐（チェ・スンウ、朝鮮語: 최승우、- 935年）は新羅末期の文人。

## 人物
六頭品出身の官僚で、四六体の文集5巻を著述し、『餬本集』として編纂したとされるが、現存しない。「三国史記」と「東門線」に伝える「大見怠惰高麗王書」、「協奏明賢十秒時」と「東門線」に伝えている10数の7言律詩がある。

890年に唐に渡り、893年には礼部侍郎の楊渉の下にあるとき中国の科挙に及第した。その後も唐の藩鎮幕府に従事し、朝鮮に戻ると後百済の甄萱に文臣として仕え、927年に王建に檄書を送った。後百済は高麗によって 936年に滅亡したが、この時の檄書の文章の秀逸さは高麗においても評価され、後世に遺された。
崔致遠、崔彦撝とともに「一代三崔（일대삼최）」と並び称された。